# 何英 (演员)
何英（1962年5月1日—），生于中国浙江嵊州，越剧女演员，擅长旦角。1978年，何英进入嵊州市越剧团。1984年，进入浙江小百花越剧团，为越剧“五朵金花”之一。
她师承傅全香，嗓音甜美，被称作“越剧仙子”。代表作品有《五女拜寿》、《西厢记》、《双玉蝉》、《大观园》、《赵氏孤儿》等。

## 引用文献
1. ↑  越剧名旦何英为前情流泪[永久]，解放日报网
2. ↑  领衔主演赵志刚、何英谈新版越剧《赵氏孤儿》 （页面存档备份，存于），新浪网